# 尕海镇 (碌曲县)

尕海鎮，是中华人民共和国甘肃省甘南藏族自治州碌曲县下辖的一个乡镇级行政单位。
2017年3月15日，甘肃省民政厅批复同意撤销尕海乡，设立尕海镇。

## 行政区划
尕海镇下辖以下地区：
加仓村、秀哇村和尕秀村。